# Journal d'Amiens

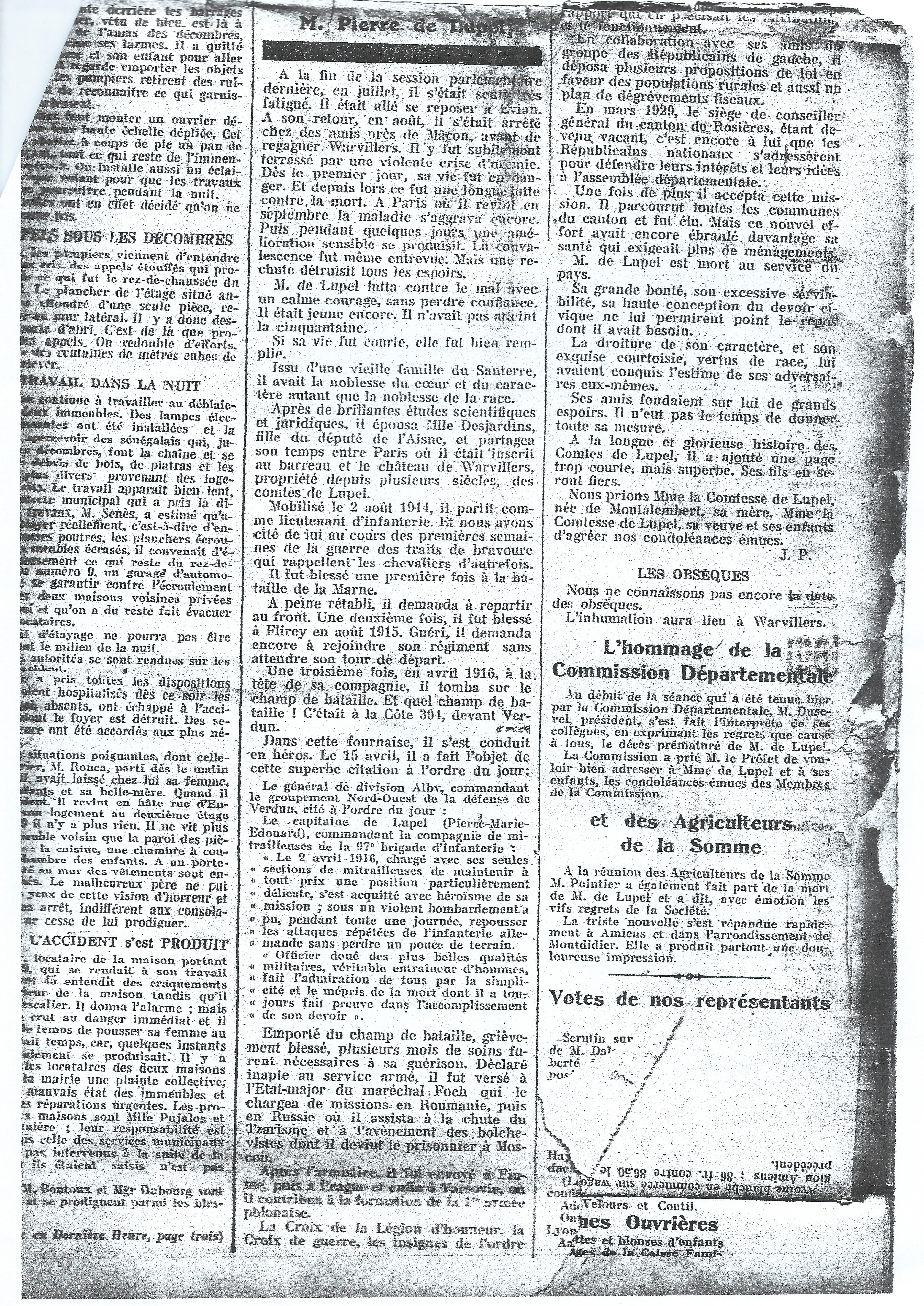
Journal d'Amiens du 1er décembre 1929, page 2

Le Journal d'Amiens, moniteur de la Somme est un titre de presse français, publié à Amiens de 1857 à 1869.

## Historique
Fondé par Théodore Jeunet en 1857, il a pris la suite du Napoléonien. Le journal « se caractérise par son anticléricalisme modéré et par son républicanisme tardif et prudent ». Il paraissait tous les jours. Il fut dirigé par Jean-Baptiste Tilloy de 1860 à 1872.
Devenu L'Écho de la Somme en 1870, il devient à nouveau Le Journal d'Amiens et est soutenu par le groupe de presse catholique La Presse régionale après 1905. Collaborationniste durant la Seconde Guerre mondiale, il fusionne le 16 octobre 1944 avec La Picardie nouvelle pour former Le Courrier picard.
Il est resté célèbre pour avoir publié plusieurs nouvelles de Jules Verne comme Une ville idéale, Une fantaisie du docteur Ox, Dix heures en chasse ou Vingt quatre minutes en ballon, des déclarations et des discours de celui-ci ainsi que de nombreux articles autour de lui.